# فیلیپ الیس (راننده مسابقه)
فیلیپ الیس (زاده ۹ اکتبر ۱۹۹۲) راننده مسابقه‌ای سوئیسی - بریتانیایی - آلمانی است که در حال حاضر برای تیم HTP Motorsport در مسابقات قهرمانی  رقابت می‌کند، او پیش از این نیز برای همین تیم در مسابقات دی‌تی‌ام شرکت کرده بود.